# Constantinovca
Constantinovca è un comune della Moldavia situato nel distretto di Edineț di 623 abitanti al censimento del 2004.

## Località
Il comune è formato dall'insieme delle seguenti località (Popolazione 2004):
- Constantinovca (594 abitanti)
- Iachimeni (29 abitanti)